# Playa de Casarones
La playa de Casarones está situada en la localidad española de  Casarones, municipio de Rubite, en la provincia de Granada, comunidad autónoma de Andalucía.